# Milevsko
Milevsko (německy Mühlhausen) je město v okrese Písek v Jihočeském kraji, 22 km severovýchodně od Písku a 22 km západně od Tábora na Milevském potoce. Žije zde přibližně 8 000 obyvatel. Území města se skládá ze dvou nesousedících celků – místní část Velká tvoří exklávu.
Město je známé především díky závodům pro výrobu vzduchotechnických zařízení – ZVVZ. Každoročně se zde pořádá jarní maškarní průvod. Milevské maškary mají více než stoletou tradici.

## Historie

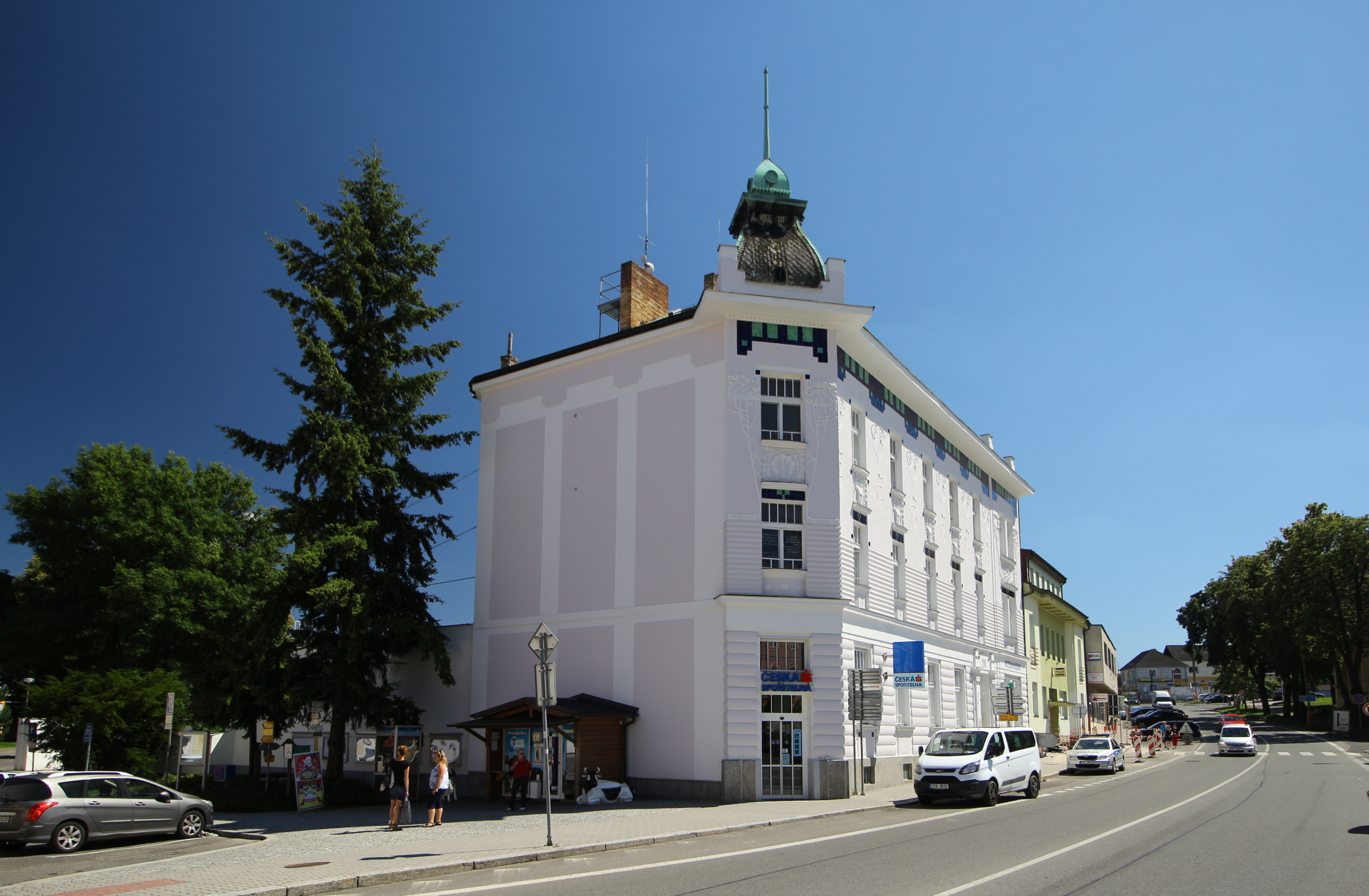
Spořitelna

Podle dochovaných archeologických nálezů se předpokládá, že oblast dnešního města byla osídlena již ve starší době kamenné, v mladší době bronzové, době halštatské a laténské. Vlivem stěhování národů se do oblasti dostávali postupně Slované. O jejich první přítomnosti v místě vypovídají nálezy, které dokládají slovanské osídlení někdy okolo 8. století našeho letopočtu.
První písemná zmínka pochází z roku 1184 a týká se bohatého velmože Jiřího z Milevska. Na jeho popud byl nedaleko budoucího města založen roku 1187 premonstrátský klášter. O výstavbu kláštera se zasloužili řeholníci vedení opatem Jarlochem. Během následujících let procházel majetek kláštera rozkvětem a díky dobré správě a výhodné pozici na křižovatce cest se stal brzy jedním z nejbohatších klášterů v zemích Koruny české. Úpadek milevského kláštera je spojen s husitstvím.

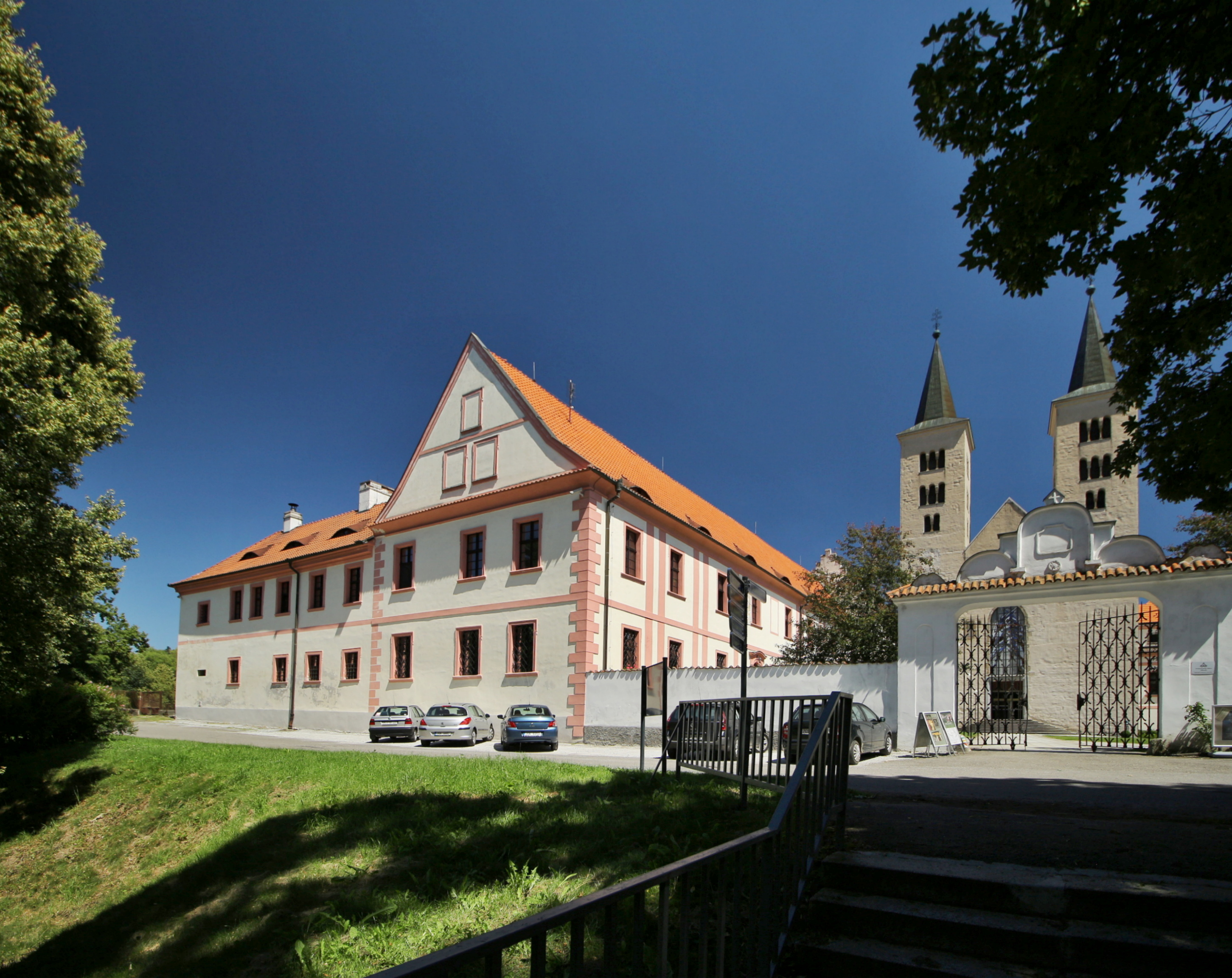
Klášter Milevsko

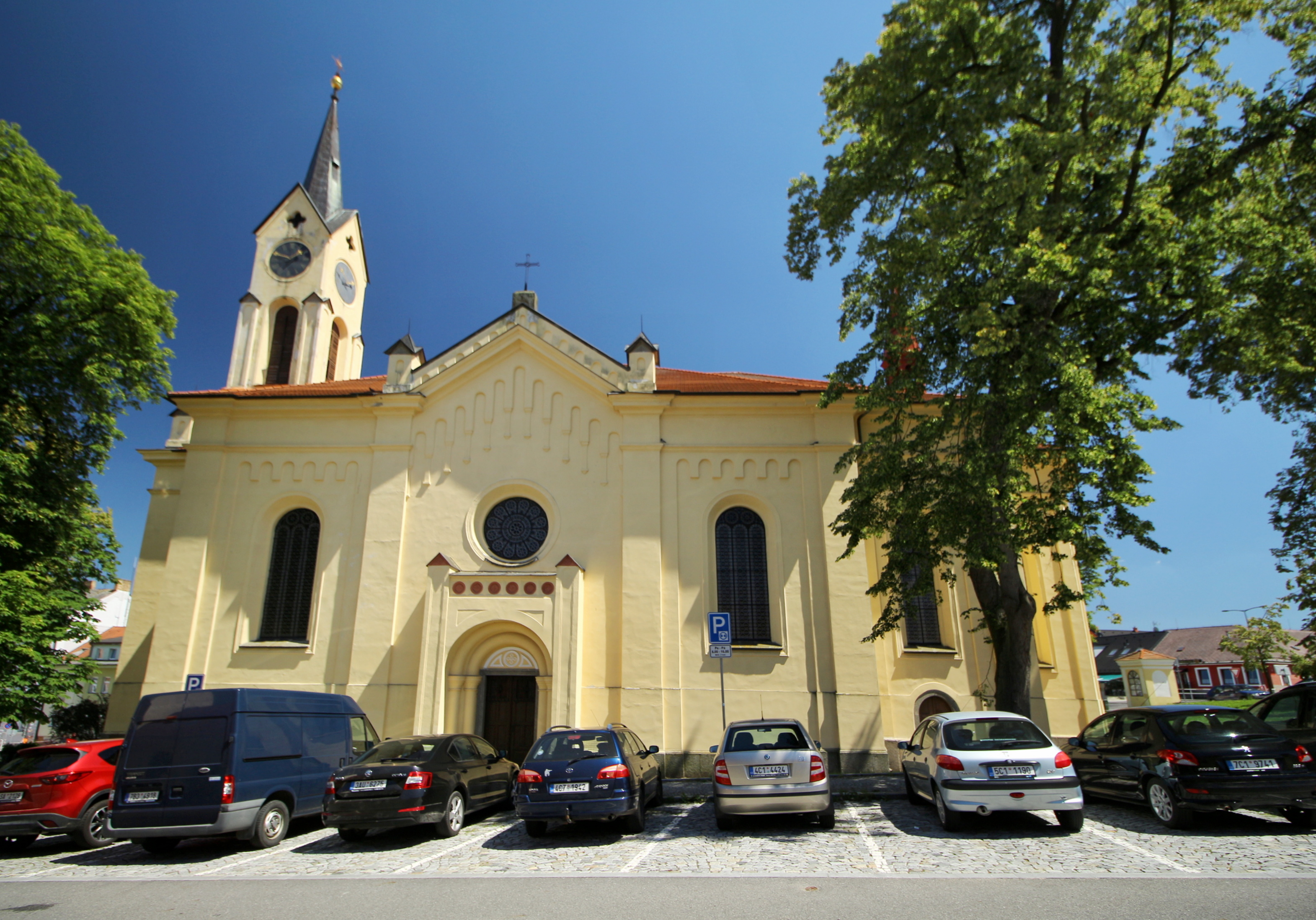
Kostel svatého Bartoloměje

Milevsko bylo katolické město, takže se stalo cílem nájezdu husitů. Město bylo dobyto, klášter byl roku 1420 vypálen a majetek vyrabován. Okolní pozemky si rozebrala šlechta, v první fázi připadl do vlastnictví rodu Rožmberků, kteří ho spravovali do roku 1543, kdy připadl rodu Švamberků. V roce 1513 povolil Jindřich ze Švamberka městu vlastní pivovar. V roce 1581 dochází opětovně ke změně majitele a město se stává majetkem rodu Hodějovských z Hodějova. V roce 1640 při velikém požáru města byla zničena část domů, radnice i pivovar, nicméně budova pivovaru byla později znovu postavena. I přesto, že městský pivovar byl důvodem sporů s klášterní vrchností, pivo se v něm vařilo až do první světové války.
Události roku 1620 a celkový dopad na společnost společně s konfiskací majetku nekatolíkům po Bílé hoře se odrazily i v Milevsku. Majetek byl zabaven a navrácen do rukou katolického řádu premonstrátů, přesněji do rukou Strahovského kláštera. Převedení majetku pod správu strahovského kláštera (které mělo platit jen dočasně do smrti tehdejšího strahovského opata, ale jeho nástupcem to nebylo respektováno), mělo za následek, že se již milevský klášter nikdy nestal opět opatstvím. V 17. a 18. století bylo město zasaženo opakujícími se morovými epidemiemi, jež měly katastrofální dopad. Městečko i jeho okolí bylo téměř zcela zničeno. Na morovém hřbitově nedaleko od kláštera jsou oběti nákazy pohřbeny.
Milevsko mělo právo hrdelního trestu, smělo tedy vynášet rozsudky smrti. Popravy se konaly na Hůrkách nebo na Šibeném vrchu. Na Šibeném vrchu se popravovalo stětím nebo provazem.  Hroby popravených se nachází v blízkém lese.  Poblíž vrchu se dokonce pole jmenuje Stinadla a nacházel se tam kámen, který měl sloužit jako opěra pro odsouzencovu hlavu. Bližší podrobnosti jsou zaznamenány v městské smolné knize. Stará radnice je vedena v Seznamu kulturních památek v okrese Písek.
V roce 1749 zachvátilo město požár, který zničil mnoho budov ve městě včetně budov stojících na místě dnešní nové radnice. Na tomto místě po požáru bývaly obchodní prostory, než je v roce 1899 město vykoupilo na stavbu nové radnice. Na této lokalitě byla taktéž v 18. století na pouhý rok v jednom z domů první jednotřídní milevská škola.
V roce 1838 byl ve městě zřízen poštovní úřad. Denně dojížděl poštovní dostavník do Tábora. O sedm let později v roce 1845 došlo k pojmenování ulic. Telegraf byl zaveden roku 1875, telefon v roce 1910. K elektrifikaci města došlo v roce 1921. Roku 1872 byl podán návrh na zřízení spořitelny v Milevsku, ale k jeho realizaci se přistoupilo až v roce 1885. První prostory měla spořitelna v budově staré radnice. Po dokončení stavby v roce 1909 měla své vlastní prostory.
V roce 1875 byla část města (zvaná Zámecký okrsek) s některými domy v Masarykově ulici a s klášterem připojena k nedaleké obci Týnice. Toto uspořádání se neosvědčilo a tak se v roce 1929 opět městská část připojila k Milevsku. V roce 1890 mělo město 405 domů a 2 822 obyvatel; v roce 1930 zde bylo 654 domů a 3 298 obyvatel. Roku 1934 byly budovy pivovaru (do té doby ve vlastnictví města) prodány třeboňskému pivovaru.
Následkem poklesu produktivní populace se oblast začala ekonomicky propadat, až se stala jednou z nejchudších oblastí v zemi. Tato situace trvala až do počátku 20. století. Během druhé sv. války přišlo město o židovské obyvatele, téměř nikdo z nich se z koncentračních táborů nenavrátil.

## Obyvatelstvo
|           | 1869  | 1880  | 1890  | 1900  | 1910  | 1921  | 1930  | 1950  | 1961  | 1970  | 1980  | 1991  | 2001  | 2011  |
| --------- | ----- | ----- | ----- | ----- | ----- | ----- | ----- | ----- | ----- | ----- | ----- | ----- | ----- | ----- |
| Obyvatelé | 4 360 | 4 248 | 4 290 | 4 102 | 4 241 | 4 284 | 4 324 | 4 000 | 5 989 | 7 553 | 9 238 | 9 782 | 9 468 | 8 661 |
| Domy      | 555   | 586   | 608   | 615   | 652   | 716   | 839   | 932   | 936   | 1 018 | 1 166 | 1 386 | 1 420 | 1 521 |

Na základě dostupných dat z ČSÚ lze konstatovat, že počet obyvatel Milevska od roku 2010 klesá v průměru o 87 obyvatel ročně a stávající obyvatelstvo stárne.
|              | 2010  | 2011  | 2012  | 2013  | 2014  | 2015  | 2016  | 2017  | 2018  | 2019  |
| ------------ | ----- | ----- | ----- | ----- | ----- | ----- | ----- | ----- | ----- | ----- |
| Obyvatelé    | 9 061 | 8 851 | 8 761 | 8 724 | 8 710 | 8 649 | 8 540 | 8 474 | 8 380 | 8 277 |
| Průměrný věk | 42,8  | 43,4  | 43,7  | 43,9  | 44,2  | 44,4  | 44,9  | 45,2  | 45,6  | 46,0  |

## Sport
V Milevsku sídlí florbalový klub FBC Došwich Milevsko, hrající Národní ligu (třetí nejvyšší soutěž).

## Pamětihodnosti

### Klášter
Nejvýznamnější památkou v Milevsku je premonstrátský klášter, nejstarší klášter jižních Čech, který založil mezi lety 1184–1187 Jiří z Milevska. K němu náleží také přilehlý kostel svatého Jiljí nacházející se uprostřed současného hřbitova. Kostel byl v původní románské podobě vybudován jako jednolodní stavba s východním pravoúhlým závěrem o celkových rozměrech 19,7×9 metrů. 

#### Chrám Navštívení Panny Marie.
Třetí největší románský chrám v Čechách nesoucí jméno chrám Navštívení Panny Marie. Jedná se o trojlodní chrám se dvěma věžemi původně raně gotický, který byl později přestavěn v novorománském stylu v 19. století.

#### Latinská škola
Nejstarší škola v Milevsku byla latinská škola, která byla umístěna v jedné z budov kláštera. Zdejší latinská škola je zmiňována  již v roce 1543. V 18. stol. byla budova barokně přestavěna. Vyučovalo se zde do roku 1785. V 2. pol. 20. stol. byla v této budově Lidová škola umění. Po rekonstrukci budovy, která proběhla začátkem 21. stol.,  zde byla mj. umístěna barokní klášterní knihovna a byl zde otevřen sál pro konání kulturních akcí.

#### Milevské muzeum
Milevské muzeum je na II. nádvoří kláštera.

#### Hřbitovní kostel sv. Jiljí
Kostel sv. Jiljí je v těsné blízkosti kláštera, pochází z konce 12. stol..Je postavený v románském slohu.

### Kostel svatého Bartoloměje
Na náměstí Edvarda Beneše stojí kostel svatého Bartoloměje, který tvoří dominantu města.

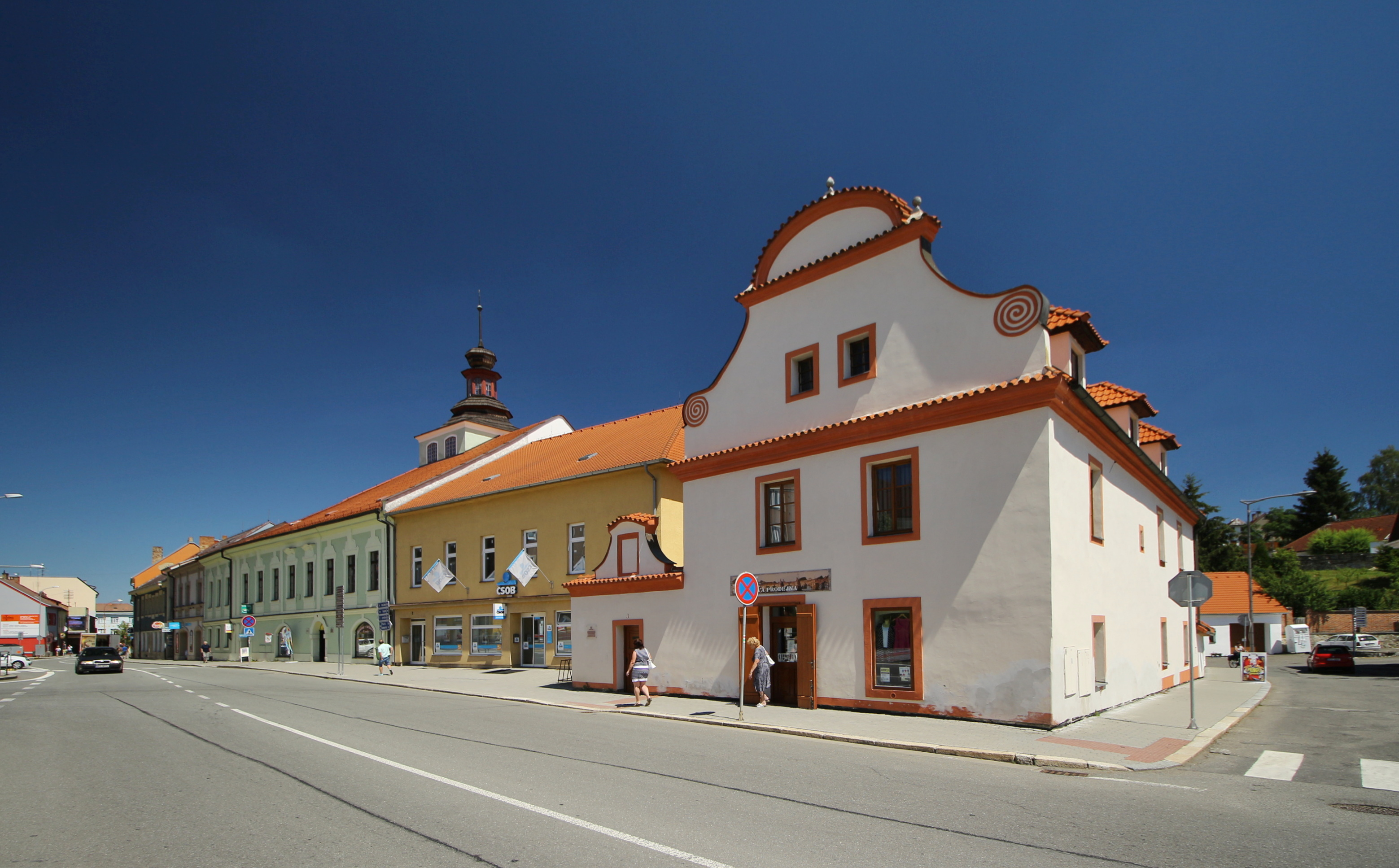
V popředí Stará fara a Stará radnice (zelená budova v pozadí)

### Stará fara
Stará fara je barokní budova z roku 1715. Dům s krásným štítem se nachází naproti spořitelně přes ulici, na nároží náměstí E. Beneše. V roce 1729 byla k faře přidělená zahrada pod Hůrkami. Fara skutečně sloužila jako příbytek milevských děkanů, až do roku 1852. Poté byla budova starého děkanství pronajímána různým nájemcům. Budova byla klášterním majetkem až do roku 1937, kdy byla prodána do soukromého vlastnictví.

### Barokní stará radnice
Vedle staré fary se nachází původní barokní budova milevské radnice. V 17. století shořela při velkém požáru původní dřevěná budova radnice, velká část domů a pivovar, který byl vedle radnice. Jednopatrová budova radnice byla znovu postavena. Později prošla mnohými přestavbami. Ve sklepení bývala mučírna. Podle této budovy která vždy sloužila jako sídlo městské správy, jako radní dům, se ulici dříve říkalo Radnodomská. V roce 1903 byla přejmenována na ulici Riegrovu. V 19. století sídlil v prostorách Staré radnice okresní soud, berní úřad a okresní hejtmanství. Těsně s budovou staré radnice sousedí budova bývalého městského pivovaru, který byl ve městě zřízen za dob Švamberků.

### Radnice
Na západní straně náměstí Edvarda Beneše se nachází budova nové radnice, která byla dostavěna 20. července 1901. V roce 1937 bylo v dolních prostorách radnice otevřeno milevské muzeum. Kromě muzea zde byla i policejní strážnice. V prvním poschodí se nacházely kanceláře městského úřadu. Sgrafita na průčelí pocházejí od milevského malíře Oldřicha Pejši a jsou z roku 1936.

### Spořitelna
Na protější straně náměstí se nachází budova bývalé spořitelny z roku 1909 postavená táborským stavitelem F. J. Ješem v secesním stylu. Je zde Turistické informační centrum Milevsko a Muzeum milevských maškar.

### Pomníky
Rodný dům pátera Straky
Na domě čp. 118 v ulici 5. května, kde dříve býval hotel Straka, je umístěna pamětní deska historika a knihovníka strahovského kláštera Cyrila Antonína Straky, který se zde 19. listopadu 1868 narodil. Autorem desky je sochař Břetislav Benda, rodák z nedaleké Líšnice. Deska byla odhalena 5. července 1931.
Kašna a pomník
Pomník revoluce 1945 s kašnou se nachází na náměstí Edvarda Beneše. Čtverhranná kašna byla vystavěna roku 1855, kdy byl zrušen rybníček na náměstí. Voda byla do kašny svedena ze Suchanova rybníka rok poté.
Pomník padlým
Pomník padlým v první světové válce z roku 1923 od sochaře Rudolfa Kabeše se nachází u vchodu do kostela sv. Bartoloměje. Na pomníku je na něm umístěna pamětní deska se 78 jmény padlých. Jeden ze jmenovaných se později v pořádku vrátil z ruského zajetí.
Pomník Karla Stehlíka
Pomník národního umělce a malíře Karla Stehlíka se nalézá na vrchu Hůrka, nedaleko kaple Nejsvětější Trojice.

### Židovské památky

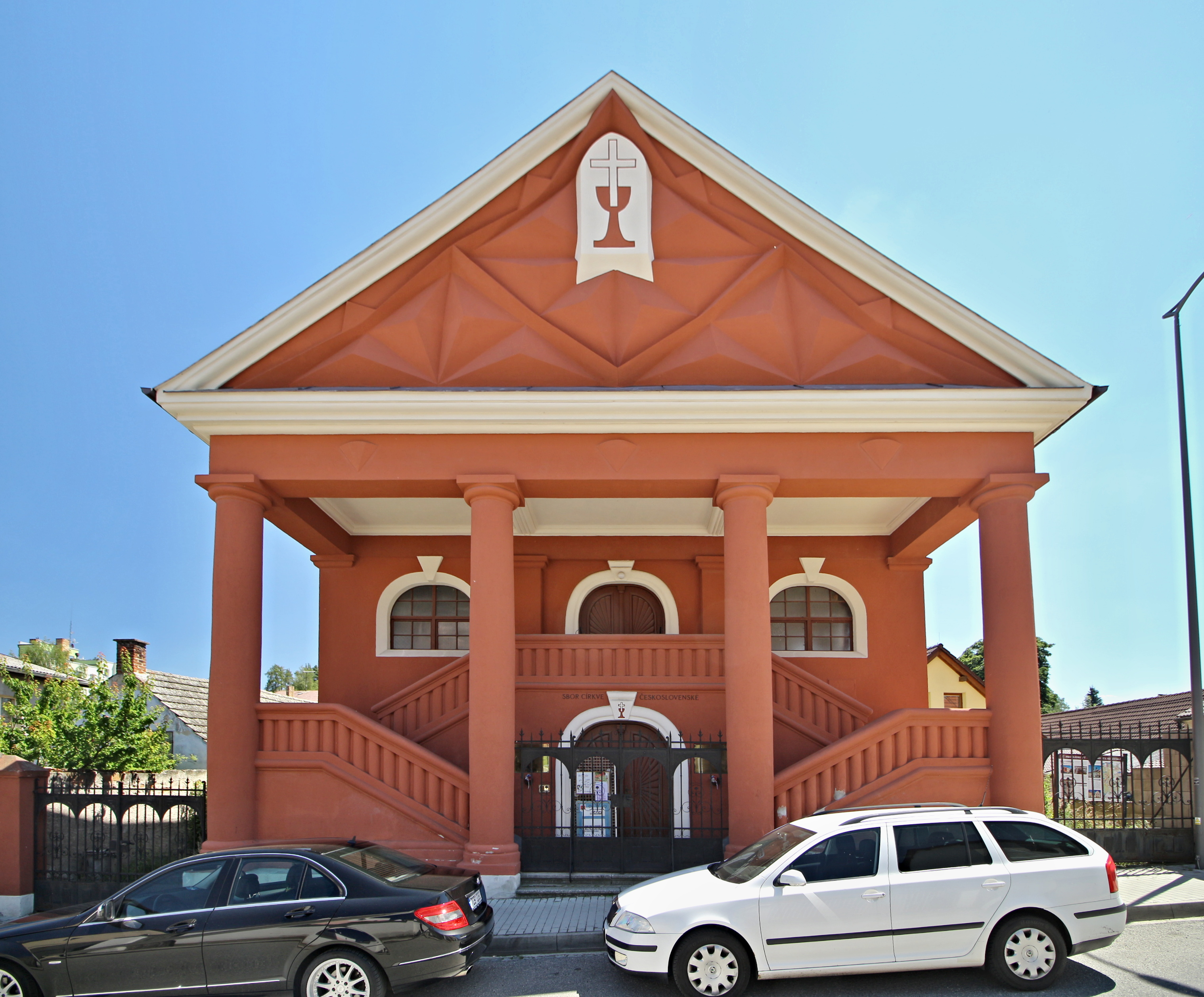
Bývalá synagoga, dnes Husův sbor

Nová synagoga
v Sokolské ulici s kubistickou fasádou pochází z roku 1914. Byla vysvěcena v roce 1919 a je zde pamětní deska připomínající židovskou komunitu. Synagogu dnes užívá Církev československá husitská. Ze Staré synagogy se dochovaly pozůstatky v domě čp. 387 na rozhraní Riegrovy ulice a Husova náměstí. Viditelné jsou zbytky vchodu v základech sklepa.

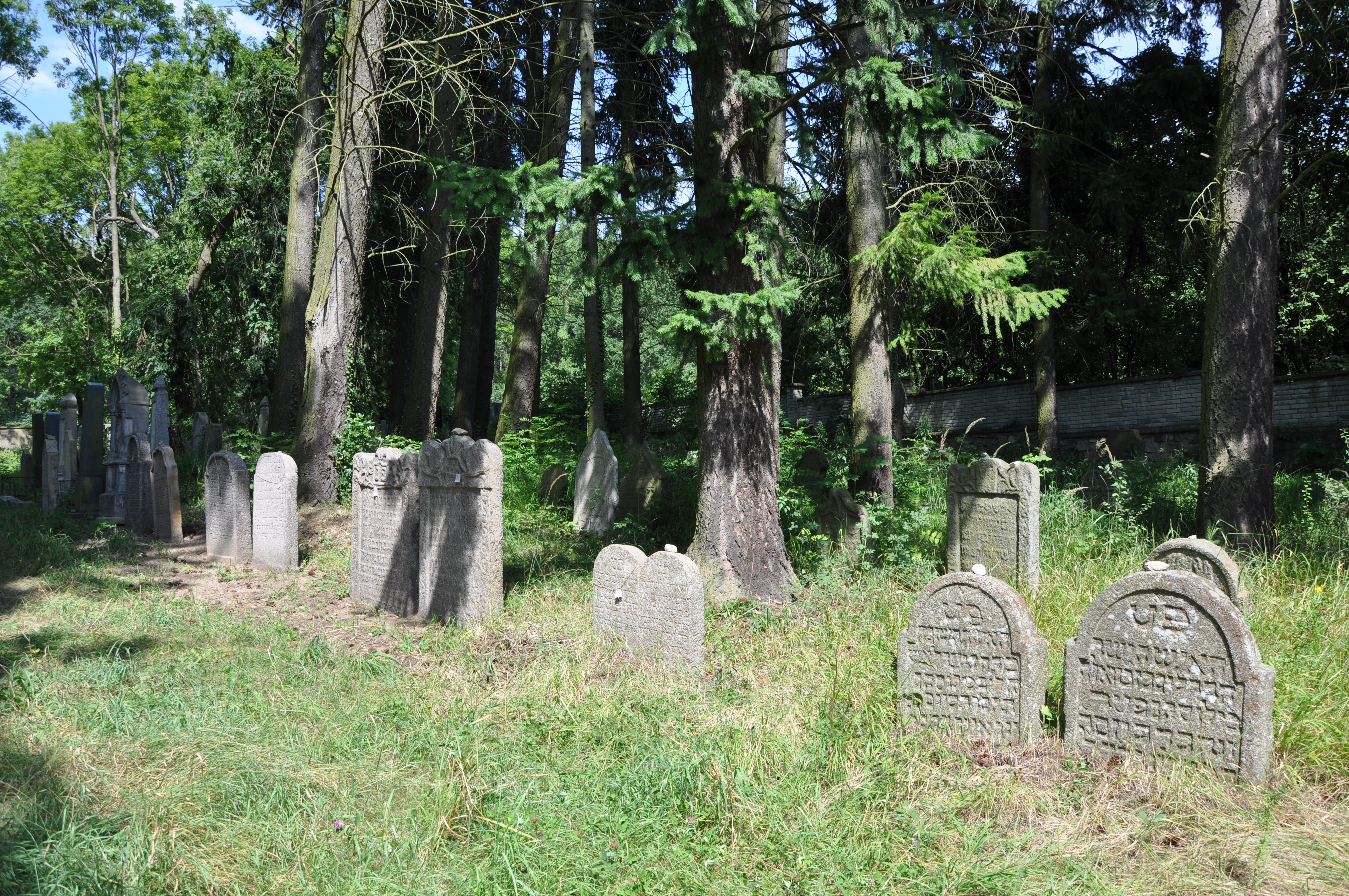
Židovský hřbitov
V lesíku za městem na návrší zvaném Na Židovně je židovský hřbitov s 200 náhrobky a obřadní síní. Byl založen v 18. století na pozemcích dřívější panské hájovny. Pohřbívat se zde začalo před rokem 1714.

### Kaple
Kaple Nejsvětější Trojice
Kaple Nejsvětější Trojice z roku 1847 je postavena na kopci zvaném Hůrka na místě bývalého popraviště. Od 15. do 18. století se zde popravovalo upálením. Místo bylo vybráno díky své poloze. Vrch nebyl zalesněný a odstrašující exekuce se daly sledovat i z velkých dálek. Kaple byla postavena na návrh milevského starosty S. Šebka na místě, kde stával mučednický sloup. Okolí je přeměněno na park. Opat Vincenc Makarius Frank si v 17. století ve svém deníku poznamenal prohlídku viditelných zbytků husitského opevnění.
Kaple Panny Marie Sněžné
Tato výklenková kaple je u komunikace do města ve směru od Písku před domem čp. 129.
Kaple svatého Jana Nepomuckého
Vlevo za kostelem svatého Bartoloměje na náměstí se nachází barokní kaple sv. Jana Nepomuckého z roku 1721. V tomto roce je už kaple viditelná na rytině Marca Müllera z roku 1721. Vyřezávaná dřevěná socha světce je uložena v milevském muzeu.
Kaple Panny Marie Sepekovské

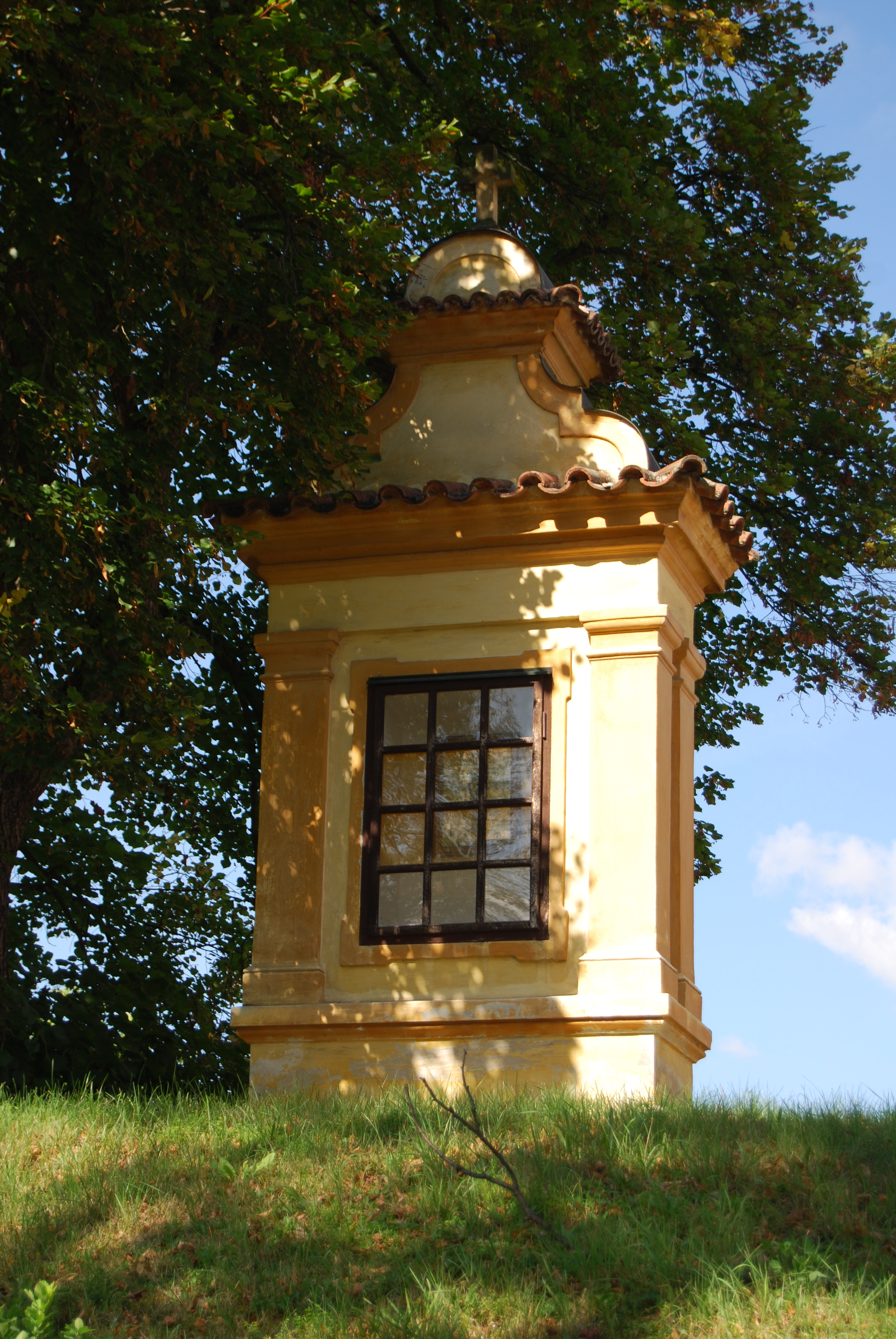
Výklenková kaple

 Tato výklenková kaple se nachází v Sokolovské ulici před domem čp. 590.

### Další pamětihodnosti

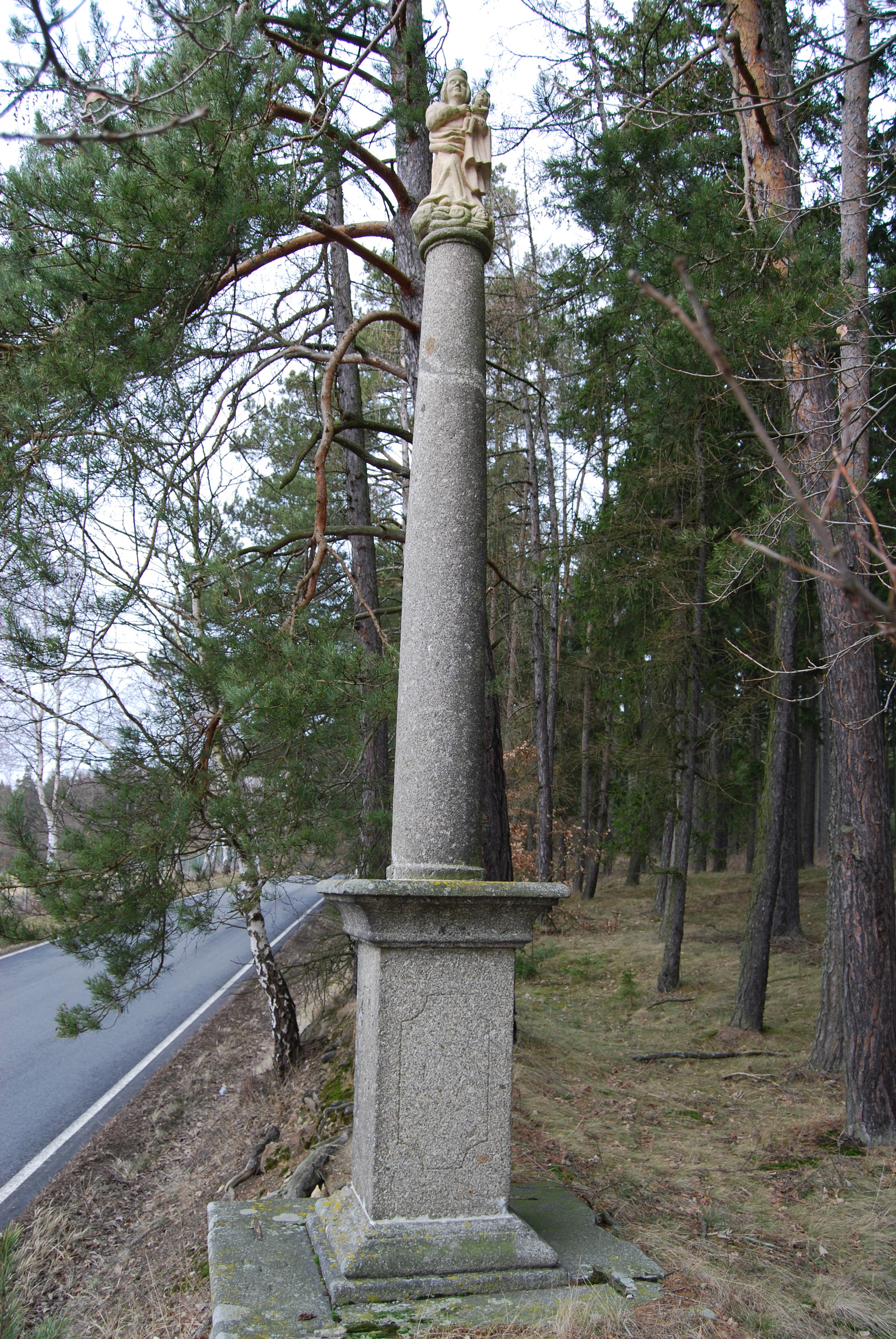
Morový sloup

Morový sloup se sochou Panny Marie Svatohorské
 Morový sloup se sochou Panny Marie se nachází zhruba kilometr od Milevska u komunikace vedoucí do Kovářova. Sloup je žulový, vysoký asi 4 metry. Je umístěný na hranolovitém kamenném podstavci. Sloup původně stával u staré polní cesty. Při stavbě kovářovské silnice v roce 1890 byl postaven na tento podstavec. Na morovém sloupu je umístěný zpola nečitelný nápis (IOHNAES) a letopočet 1735. Na vrcholu sloupu je umístěna replika sošky Panny Marie. Originál byl odcizen. Morový sloup byl dříve v katastru Něžovic.
Morový sloup v Křižanově
Druhý morový sloup se nachází v nedalekém Křižanově. Sloup je umístěný na jihu obce. Na podstavci je vytesaný letopočet 1678 a nápis IWVS. Druhý letopočet 1903 je nejspíše rok opravy sloupu. Na vrcholu sloupu je socha Panny Marie s Ježíškem.
Budova bývalé Okresní hospodářské záložny
Hospodářská záložna byla ve městě založena roku 1882. Dvoupatrová budova bývalé Okresní hospodářské záložny se nachází na severní straně náměstí Edvarda Beneše. Byla postavena v letech 1901 až 1902 milevským mistrem J. Beranem. V roce 1939 byla budova upravena a rozšířena.
Budova bývalé Občanské záložny
Budova bývalé Občanské záložny se nalézá po levé straně na Husově náměstí (dřívější název – Malé náměstí). Občanská záložna byla založena prvním okresním milevským hejtmanem Vilémem Kremerem roku 1862. Byl to první a nejstarší peněžní ústav v Milevsku.
Budova bývalého okresního úřadu
Budova bývalého okresního úřadu je na rohu Masarykovy ulice a Husova náměstí, dnes slouží jako budova polikliniky. Vznikla na místě zájezdního hostince U bílého koníčka a byla postavena za dva roky, v letech 1931. Rok poté se zde začalo úřadovat. Bylo zde sídlo nejen okresního úřadu, ale i okresního zvěrolékaře, četnictva a školního výboru.
Bažantnice
Jedná se park s tímto názvem. Nachází se poblíž kláštera, ke kterému náleží. Původně byl v těchto místech les a rybník, který obklopoval klášter. Vysušením rybníka a jeho spojením s lesem byly položeny základy budoucího parku. O založení parku se zasloužili řeholníci. Zejména opat Zikmund Antonín Starý se v roce 1880 rozhodl spojit dno zarostlého rybníka s lesem. Les se původně jmenoval Bažantnice, odtud příbuzný název. Bažantnice je zachycena v již zmiňované rytině Marca Müllera z roku 1721. Kromě parkové úpravy se zde nachází i žulové plastiky a sochy. Jedná se díla z mezinárodních sympozií, která se zde konají.
Klášterní most
Cesta do milevského kláštera vedla po dřevěném mostě, ale ten po protržení rybníka při povodni v roce 1840 už nebyl obnoven. Přes Milevský potok byl v 19. století postaven nový kamenný most. Stavba se dvěma oblouky a sochou sv. Jana Nepomuckého byla dokončena v červnu 1857. Tato socha byla přenesena z původního mostu. Proti soše Jana Nepomuckého je umístěn litinový kříž, který byl pořízen z veřejných sbírek.
Morový hřbitov

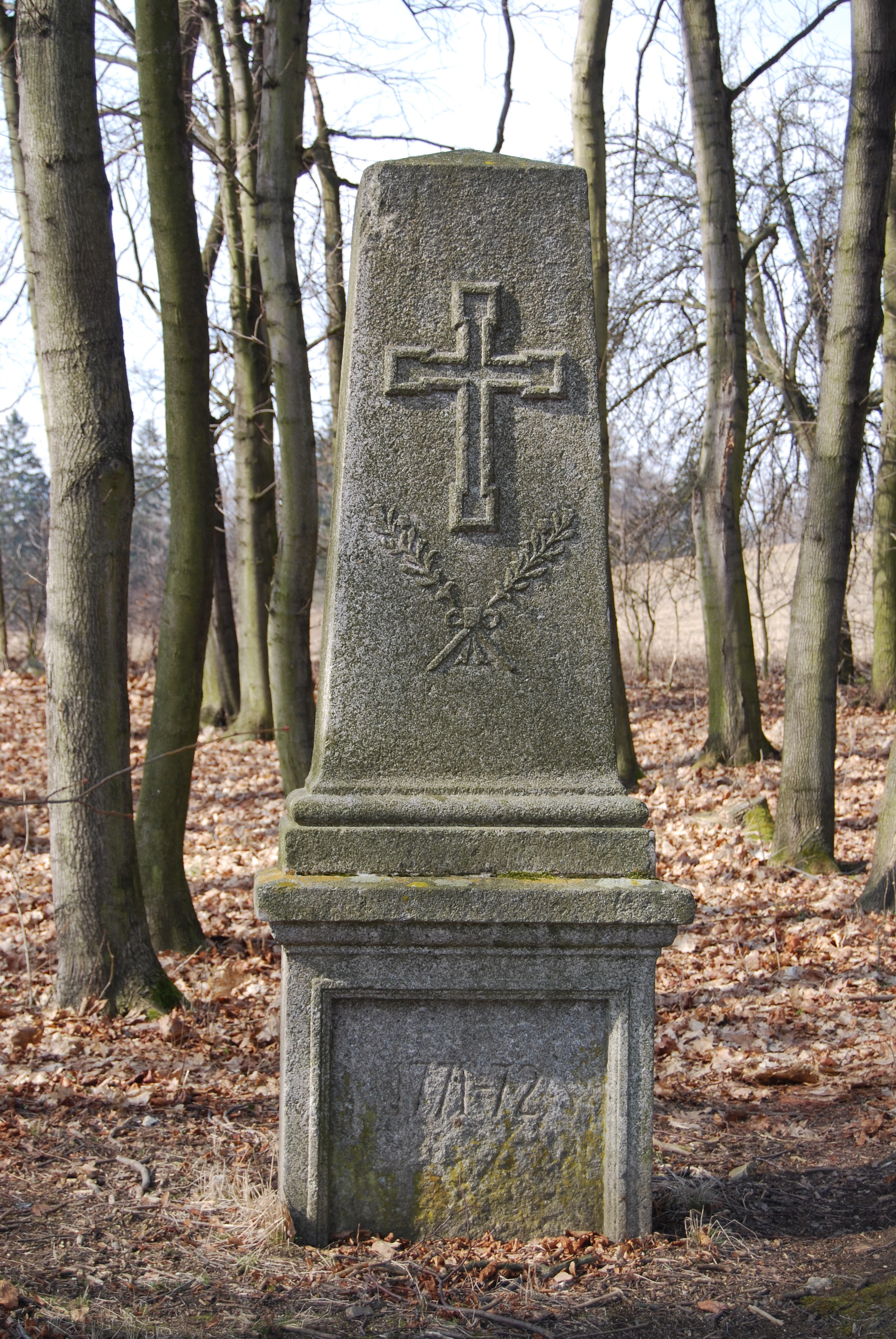
Pomník na morovém hřbitově

 Morový hřbitov se nachází vlevo od kláštera, na okraji lesa, severovýchodním směrem k Osletínu. V době morových nákaz 1771–1772 nepostačoval hřbitov u kostela svatého Jiljí, proto bylo přistoupeno k tomuto nouzovému řešení. V roce 1766 se konalo 94 pohřbů a v roce 1772 až 565. Za tehdejšího moru vymíraly i celé vesnice (Skoronín u Něžovic). Kamenný pomník s letopočtem 1771 nechal postavit okolo roku 1900 Eduard Schiefer, plukovník a bývalý velitel benešovského pluku. V roce 1935 nechal pomník obnovit milevský děkan Tobiáš Stach.
Masarykovy školy
Tyto milevské školní budovy byly postaveny za bývalým okresním úřadem, směrem k Šibenému vrchu. Vyučovat se zde začalo 1. září 1935.  Městská škola byla zřízena roku 1748. První učitel Matěj Jelínek vyučoval rok v domě na místě nové radnice. Po požáru od roku 1750 byly škole přiděleny prostory v staré městské radnici. V roce 1807 byla v dnešní Masarykově ulici čp. 183 postavena dvoutřídní přízemní škola. Škola později kapacitně nepostačovala, další třídy byly v pronajatých místnostech. V letech 1877–1878 byla postavena dvoupatrová budova staré školní budovy. V roce 1935 se přistoupilo ke stavbě nových budov. V současné době slouží tyto budovy Masarykovy školy svému účelu. Je zde ZŠ T. G. Masaryka Milevsko. V Masarykově ulici čp. 183/11 je v současné době Státní všeobecné čtyřleté a šestileté gymnázium.
Kříž rodiny Vodňanských
Tento kamenný kříž nechali v roce 1898 postavit majitelé hotelu Modrá Hvězda Marie a Jindřich Vodňanský. V tomto roce byl kříž vysvěcený. Nachází se za budovami milevských škol, na křižovatce ulic R. Svobodové a Jeřábkovy.

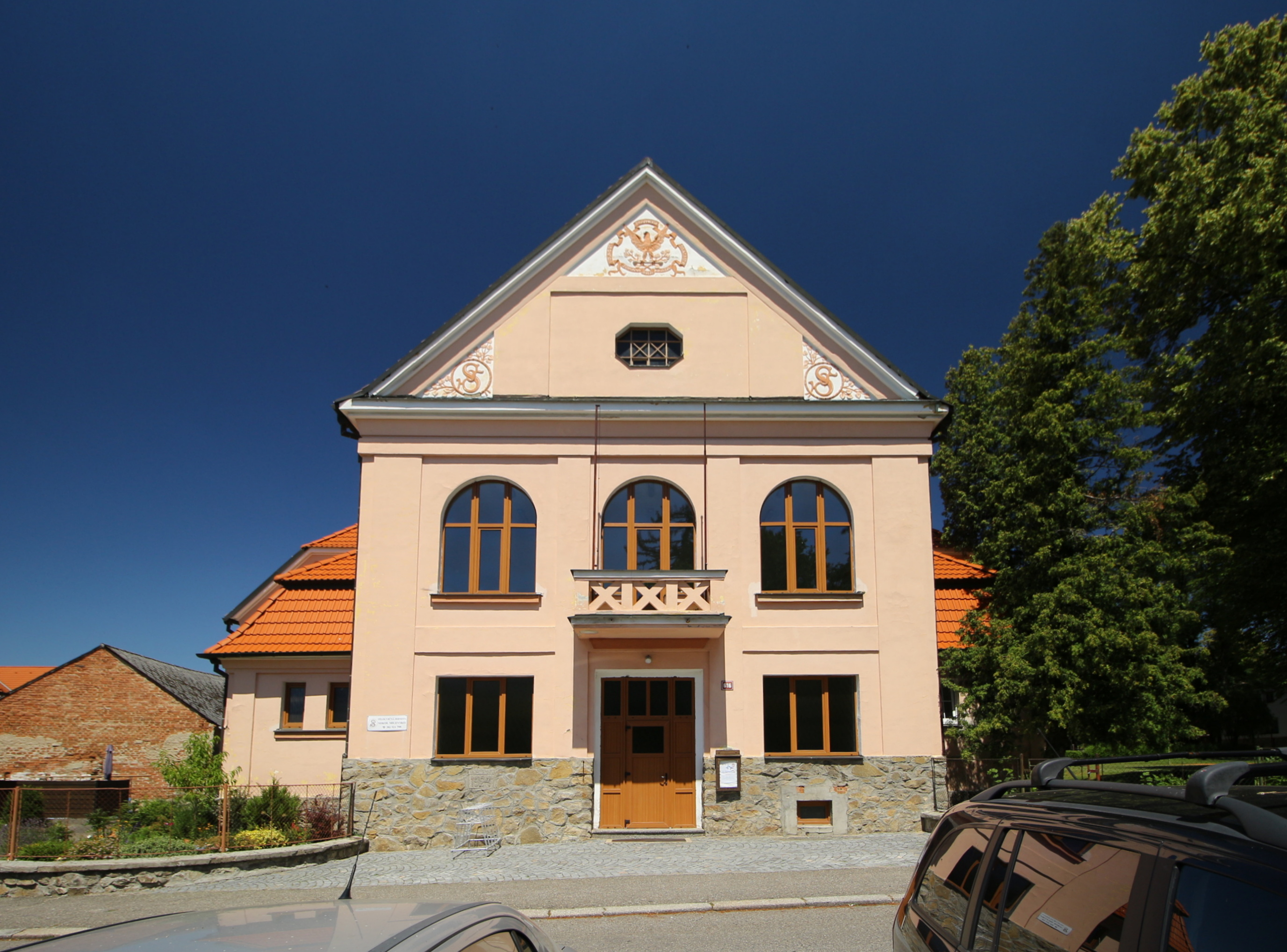
Sokolovna
 Sokolovna se nachází na Tyršově náměstí. Stavbu provedl místní stavitel František Stupka v letech 1924–1925. Místní členové přispěli svou prací. Dne 1. května 1925 byl vložený do průčelí pamětní kámen s listinou a s pamětními medailemi. Sokolovna byla slavnostně otevřena 15.–16. srpna toho roku. Čtvrť města od sokolovny k nádraží vznikala po první světové válce.
Soubor secesních vil
Šest secesních vil č. 479, 480, 481, 482, 483, 484 v ulici Generála Svobody jsou kulturní památkou.
Železniční most
Železniční most Tábor–Ražice
Smírčí kříže

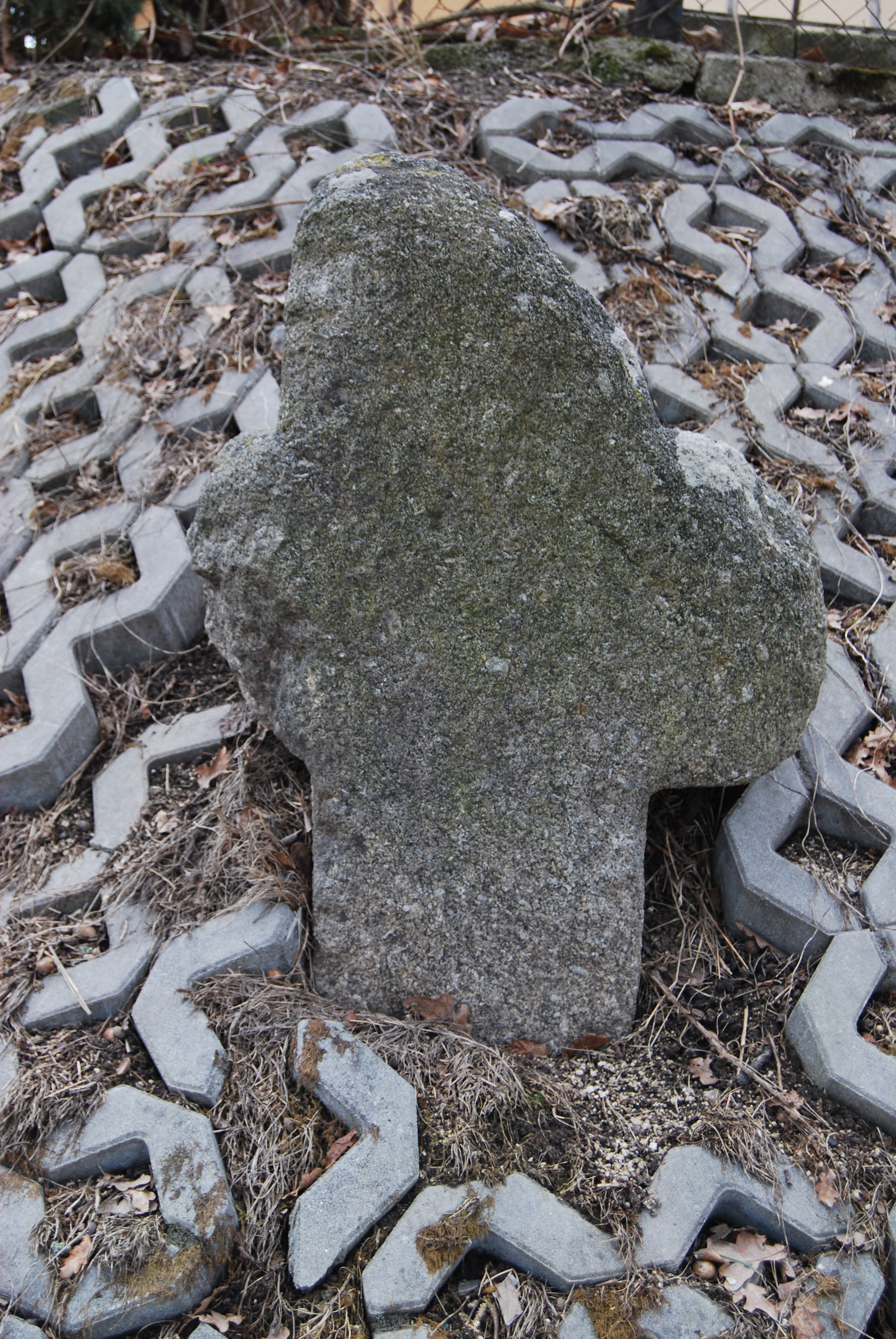
Smírčí kříž

 První kamenný nízký kříž se nachází u komunikace ve směru ke klášteru, v Sokolovské ulici. Kříž dříve stával v úrovni cesty. V roce 1934 byl na podnět turistického odboru pietně vyvýšen a zasazen do silničního terasu. Kříž je silně poškozený na obou ramenech i vrcholu. Ke kříži se vztahuje pověst.
Další smírčí kříž je umístěný v lapidáriu milevského muzea. Tento kříž původně býval u nedalekého Staňkova, na místě, kde se říká Na Braniborkách. Kříž označoval hrob padlých vojáků z tzv. bitvy u Staňkova mezi Francouzi a Uhry z roku 1744. Smírčí kříž zde byl až do šedesátých let 20. století. Když zde oral místní traktorista a potřeboval zátěž na radlici, použil tento kříž. Po práci kříž vysypal nedaleko od Milevska. Zde byl nalezený a odvezený na trakaři do Milevského muzea.
Třetí smírčí kříž, který se také nachází v lapidáriu milevského muzea býval původně v lese Chlum u obce Velká. Kříž byl na místě, kde zastřelil pytlák Lejček z Kučeře, který měl přezdívku Očko, hajného Rodlera. Chodil mu za ženou. Na kříži je málo znatelný nápis: Roku 1778 dne 13. dubna byl v tomto místě zastřelen Josef Rodler od pitlaře G. O. Další smírčí kříž byl nalezený v dvoře kláštera. Nyní je také v lapidáriu muzea. Kříž má vyobrazený letopočet 1678 a písmena W K. V okolí Milevska se nachází několik dalších smírčích křížů v okolních obcích.

## Pověsti
Pověst se vztahuje k smírčímu kříži v Sokolovské ulici. Tento kříž byl postavený v místech, kde byl zabitý Vlach z Itálie, který tam strašil. Přepadal a děsil poutníky, kteří se vydali do kláštera.
Další pověst se vztahuje k morovému sloupu se sochou Panny Marie, který se nachází zhruba kilometr od Milevska u komunikace vedoucí do Kovářov. Soška je obrácena tváří směrem k Milevsku. Při stavbě silnice ji dělníci obrátili čelem k silnici, ale ona se do rána vrátila do původního směru. K Milevsku se dívá proto, že podle pověstí ochraňuje tento kraj společně s morovým sloupem v nedalekém Křižanově před morovou nákazou. Oba sloupy (milevský i křižanovský) byly postaveny po morové ráně, která tento kraj postihla. Oba morové sloupy jsou obráceny čelem k sobě, aby ochraňovaly prostor mezi nimi.

## Seznam vedení města
- 1860: František Cukr
- 1885: Josef Rejšil
- 1888: Václav Beneš
- 1904–1912: Matěj Kotner
- 1919–1931: Vojtěch Krška (ČsND)
- 1931–1939: Karel Mach (ČsND)
- –1945: Václav Kulman (NS)
- 1945–: Jan Jeřábek
- 1946: Josef Hroch (KSČ)
- 1978: Václav Voříšek (KSČ)
- –1990: Vlasta Benešová
- 1990: Vítězslav Mladý
- 1990–1994: Josef Horký (NSS)
- 1994–1998: Ladislav Kalina (DEU)
- 1998–2006: Ivana Stráská (ČSSD)
- 2006–2014: Zdeněk Herout (ODS)
- od 2014: Ivan Radosta (Jihočeši 2012)

## Osobnosti

### Narození vMilevsku
- Friedrich Figner, (1866–1947), podnikatel a průkopník gramofonových desek v Brazílii a v Argentině.
- Cyril Antonín Straka, (1868–1927), historik a knihovník strahovského kláštera, který zkatalogizoval 48 809 knih z rozsáhlé klášterní sbírky. Během svého 21letého působení v strahovské knihovně se věnoval i publikační činnosti. Několik historických statí o Milevsku uveřejnil v místním Zpravodaji.[7]
- Angelo Goldstein (1899–1947), sionistický aktivista, československý politik a meziválečný poslanec Národního shromáždění za Židovskou stranu.
- Jiří Mařánek (1891–1959), spisovatel, autor poetických próz, historických románů a scenárista. Narodil se v domě proti hotelu Modrá Hvězda. Jeho otec byl okresním hejtmanem.[35]
- Karel Duchoň (1893–1944), zemský velitel hasičských sborů pro Čechy v letech 1928 - 1932, tajemník městského úřadu, redaktor milevského časopisu. Založil v Milevsku oddíl junáků.[44]
- František Kudláček (* 1894), profesor hry na housle na Státní konzervatoři v Brně, zakladatel Moravského kvarteta.[45]
- Karel Šolc (* 1893), klavírista.[46]
- Karel Stehlík (1912–1985), malíř
- Jan Jeřábek (1919–1942), stihač 313. stíhací perutě RAF, v Milevsku je po něm pojmenována ulice.

### Působící vMilevsku
- Jarloch (1165–1228), český kronikář a první opat milevského kláštera v roce 1187.[24]
- Josef Kytka (1894–1968), spisovatel, kronikář města, správce muzea. Sepsal a vydal v roce 1940 knihu Milevsko a jeho kraj: turistika, památky, historie. Také vydal Smolnou knihu Milevska, která se zabývá hrdelními tresty. Přispíval také nemalou měrou do časopisu Milevský kraj (později Zájmy milevského kraje), byl jeho vedoucím redaktorem.[45]
- Jan Čáp, hospodářský úředník na premonstrátském panství v Milevsku v letech 1855–1866. V roce 1876 byl jmenovaný ředitelem premonstrátského panství na Strahově v Praze, kam se odstěhoval. Zde v roce 1880 zemřel. Byl spoluzakladatelem zpěváckého, stenografického kroužku a zasloužil se o první hospodářskou výstavu v Milevsku. V Bažantnici založil školky pro chov bource morušového. Byl to otec pozdější spisovatelky Růženy Svobodové.[44]
- PhDr. Karel Dolista (1921–2016), historik a archivář, vedoucí milevského muzea, pracovník Židovského muzea v Praze - detašované pracoviště Sepekov, historik řádu premonstrátů, politický vězeň padesátých let. Skautský vedoucí Akéla.

### Pobývající vMilevsku
- Růžena Svobodová (1868–1920), spisovatelka, pobývala zde u své babičky. Její otec Jan Čáp byl zprvu v Milevsku a později v Mikulovicích hospodářským úředníkem premonstrátského kláštera. Její matka byla nejmladší dcera majitele hotelu Modrá Hvězda Eliška Vodňanská. V roce 1876 se rodina přestěhovala do Prahy, kde její otec získal místo ředitele strahovského panství. Odtud Růžena Svobodová přijížděla každoročně na prázdniny. Později jezdila i se svým manželem Františkem Xaverem Svobodou. Její první román vydaný pod pseudonymem Jíva a s názvem Ztroskotáno se odehrává v Milevsku.[35]

## Místní části
Město Milevsko se skládá ze šesti částí na šesti katastrálních územích.
- Milevsko (i název k. ú.)
- Dmýštice (i název k. ú.), připojeny k 1. lednu 1985
- Klisín (i název k. ú.), v roce 1961 připojen k Dmýšticím, k 1. lednu 1985 i s nimi k Milevsku
- Něžovice (i název k. ú.), nejméně od roku 1869 osada obce Dmýštice, k 1. lednu 1985 připojena i s nimi k Milevsku
- Rukáveč (i název k. ú.), v roce 1961 připojena k Milevsku
- Velká (k. ú. Velká u Milevska), 1. dubna 1976 připojena k obci Zbelítov, k 1. lednu 1985 i s ní připojena k městu Milevsku, s opětovným osamostatněním Zbelítova a Oseku se Velká stala exklávou Milevska.

Dřívější části města:
- Osek, 1. dubna 1976 připojen k obci Zbelítov, k 1. lednu 1985 i s ní připojen k Milevsku, k 24. listopadu 1990 se znovu osamostatnil
- Osletín, k Milevsku připojeny roku 1850, roku 1880 osada obce Týnice, roku 1963 část obce Zhoř
- Přeborov, 1. ledna 1980 připojen k obci Dmýštice, k 1. lednu 1985 i s ní připojen k Milevsku, k 1. lednu 1992 se znovu osamostatnil
- Týnice, k Milevsku připojeny roku 1850, roku 1880 se osamostatnily, roku 1963 část obce Přeštěnice
- Zbelítov, k Milevsku připojen 1. ledna 1985, k 24. listopadu 1990 se znovu osamostatnil

## Doprava
Městem Milevskem vede železniční trať Tábor–Ražice. Doprava zboží a osob po této trati byla zahájena roku 1889. Železniční stanice  Milevsko je situována nedaleko závodu ZVVZ, autobusové nádraží pak nedaleko náměstí E. Beneše. Městem prochází silnice I/19, spojující Tábor a Plzeň, a dále dopravní spojení Příbrami a Tábora.

## Partnerská města
- Münchenbuchsee, Švýcarsko
- Bourg-des-Comptes, Francie
- Hustopeče, Česká republika